# Loni Steele Sosthand
Loni Steele Sosthand est une scénariste et productrice américaine née le 30 mai 1975 à San José en Californie.

## Filmographie

### Scénariste

#### PourLes Simpson
| Année | Titre                    | Titre original             | Saison | Épisode | Réalisateur      |
| ----- | ------------------------ | -------------------------- | ------ | ------- | ---------------- |
| 2022  | La Musique de Gingivite  | The Sound of Bleeding Gums | 33     | 17      | Chris Clements   |
| 2023  | Carl Carlson et le Rodéo | Carl Carlson Rides Again   | 34     | 14      | Michael Polcino  |
| 2024  | Le Lotus jaune           | The Yellow Lotus           | 36     | 2       | Matthew Faughnan |
| 2024  | Air Confort              | Convenience Airways        | 36     | 8       | Rob Oliver       |

#### Autres
- 2007 : Katrina
- 2015 : doggyblog (1 épisode)
- 2015 : Les Bio-Teens (1 épisode)
- 2016 : Best Friends Whenever (1 épisode)
- 2018 : Talking Tom and Friends (1 épisode)
- 2019 : Cousins pour la vie (3 épisodes)
- 2021 : Le Plusanniversary des Simpson
- 2021-2022 : Les Simpson (16 épisodes)

### Producteur
- 2007 : Katrina
- 2019 : Cousins pour la vie (19 épisodes)